# Calliephialtes bicolor
Calliephialtes bicolor là một loài tò vò trong họ Ichneumonidae.